# 정영재 (발레 무용수)
정영재(1984년 8월 11일~)은국립발레단에서 활동 중인 대한민국의 발레 무용수이다.

## 학력
- 우란우데발레학교 (졸업)
- 한국예술종합학교 무용원 실기과 예술사 (졸업)
- 충남대학교 대학원 무용학과 (졸업)
- 충남대학교 대학원 무용학과 (졸업)

### 비학위 수료
- 볼쇼이 발레학교 (수료)

## 소개
울란우데 국립발레학교와 한국예술종합학교 무용원에서 발레를 전공하고 2009년에 국립발레단에 입단 하였으며 유니버설 발레단과 영국 국립발레단에서 활동한 적이 있다.

## 수상
- 2006년 광주국제무용콩쿠르 파드되부문 1등상
- 2007년 뉴욕국제발레콩쿠르 특별상
- 2007년 서울국제무용콩쿠르 그랭프리
- 2009년 전국신인무용경연대회 수석상
- 2010년 아라베스크국제발레콩쿠르 그링프리 베스트커플상 블라디미르 바실리예프상 관객상

## 작품
- 《아를르의 여인》 ... 프레데리 역
- 《코펠리아》 ... 프란츠 역
- 《신데렐라》 ... 왕자 역
- 《왕자호동》 ... 비조 역
- 《스파르타쿠스》 ... 스파르타쿠스 역
- 《백조의 호수》 ... 지그프리트 역
- 《로미오와 줄리엣》 ... 티볼트 역